# Trần Viết Quốc
Trần Viết Quốc (sinh 1949) là đại biểu Quốc hội Việt Nam khóa 11, thuộc đoàn đại biểu Quảng Trị.